# Jodok Mörlin
Jodok Mörlin (lat. Jodocus Morlinus) (* um 1490 in Feldkirch; † 15. September 1550 in Westhausen) war Professor für Philosophie sowie Reformator.

## Leben
Jodok Mörlin wurde um 1490 als Sohn von Hugo Mörlin (1446–1518) und dessen Ehefrau Lucia Ebenko (verstorben 1513) in Feldkirch geboren. Er war der Enkelsohn von Johann Mör(lin) und der Urenkelsohn von Hugo Mörlin. Seine Leichenpredigt berichtet 1515 über seine Eltern. Er entstammte einer Linie des Adelsgeschlechts Mohr von Zernez. Das Familienwappen zeigt heraldisch den Kopf eines Mohren.
Über seine ersten Jahre ist nicht viel überliefert. Am 13. September 1508 ist er erstmals als Student an der Universität Freiburg genannt. Er hörte Johann Eck. Im Sommer 1509 wechselte er an die Universität Leipzig, wobei er sich bereits ein Jahr später an der Universität Wittenberg immatrikulierte. Dort wurde er am 6. Oktober 1510 Baccalaureus und erlangte am 10. Februar 1512 die Magisterwürde. 1514 wurde er zum Professor für Philosophie berufen, sowie am 1. Mai 1516 zum Dekan der Artistenfakultät. 1520 hatte er den Lehrstuhl für Metaphysik inne.
Wohl an der Universität Wittenberg kam er auch in Kontakt mit Martin Luther. In einem Schreiben Luthers vom 29. Januar 1521 an Georg Spalatin wird Mörlin als „unvermögend und sehr arm“ beschrieben. Um ihm ein erträgliches Einkommen zu gewähren, wurde er von Kurfürst Friedrich und Herzog Johann von Sachsen dem Bischof Konrad von Würzburg präsentiert und auf Befehl des Generalvikars von Würzburg, Johann von Guttenberg, durch den Archidiakon Johann von Lichtenstein als erster evangelischer Pfarrer in Westhausen am 9. April 1521 investiert. Die seit 1502 der Universität Wittenberg inkorporierte Pfarrei Westhausen war seit dem Ableben des letzten katholischen Priesters, Henning Goede, verwaist. Der Zugehörigkeit zur Universität ist wohl auch der zeitige Einsatz von Mörlin zu verdanken. Bis 1528 hatte er jedoch von seinem Gehalt von 163 Gulden für die Pfarrei eine Abgabe von 40 Gulden an die Universität zu leisten; damit einhergehend verbesserte sich seine finanzielle Situation kaum. Sein Sohn Joachim Mörlin musste das Töpferhandwerk erlernen und Maximilian Mörlin ging in eine Schneiderlehre. Eine akademische Laufbahn konnten seine Söhne später dennoch antreten.
Seine Predigten in Westhausen zogen die Heldburger Unterländer in Scharen an. In der ersten Kirchenvisitation 1528 wurden zwar die Predigten ausdrücklich gelobt, dennoch wurde sein übermäßiger Alkoholkonsum stark getadelt. In den nachfolgenden Visitationen finden sich hierzu keine Niederschriften mehr, weshalb er wohl vom übermäßigen Trinken abließ. Mörlin sollte 29 Jahre Pfarrer von Westhausen verbleiben, bis er dort am 15. September 1550 verstarb.

## Ehe und Nachkommen
Seine erste Ehe ging er mit Margaretha Friedrich, Tochter des herzoglichen Weinbergverwalters, ein. Sie verstarb allerdings bereits 1513. Aus seiner zweiten Ehe mit Anna Hausknecht († 1548) gingen fünf namentlich bekannte Kinder hervor:
- Joachim Mörlin (1514–1571)
- Maximilian Mörlin (1516–1584)
- Stephan Mörlin († 1604), Diakon in Coburg, Pfarrer in Hildburghausen
- Georg Mörlin († 1629), Schulmeister in Westhausen
- Hugo Mörlin (* 1546)